# Bradysia
Bradysia is een geslacht van muggen uit de familie van de rouwmuggen (Sciaridae).

## Soorten
Deze lijst van 232 stuks is mogelijk niet compleet.
- B. acerpontia Menzel & Mohrig, 1991
- B. affinis (Zetterstedt, 1838)
- B. albanensis (Lengersdorf, 1926)
- B. alpicola (Winnertz, 1867)
- B. alutacea Mohrig & Dimitrova, 1993
- B. angustata Tuomikoski, 1960
- B. angustipennis Winnertz, 1867
- B. angustoocularis Mohrig & Krivosheina, 1989
- B. angustostylata Menzel, 2005
- B. antehilaris Mohrig & Mamaev, 1983
- B. aprica (Winnertz, 1867)
- B. arcana Menzel & Mohrig, 1998
- B. arcula Vilkamaa, Salmela & Hippa, 2007
- B. ascenda Rudzinski, 1994
- B. atrorubens Mohrig, 1994
- B. atrospina Mohrig, 1994
- B. austera Menzel & Heller, 2006
- B. barbarossae Mohrig & Mamaev, 1970
- B. bellingeri Shaw, 1953
- B. bellstedti Menzel & Mohrig, 1998
- B. bicolor (Meigen, 1818)
- B. biformis (Lundbeck, 1898)
- B. bispina (Fisher, 1938)
- B. brachyflagellata Mohrig & Kauschke, 1994
- B. breviallata Mohrig & Menzel, 1992
- B. brevispina Tuomikoski, 1960
- B. browni (Shaw, 1935)
- B. bulbigera Mohrig & Kauschke, 1994
- B. caldaria (Lintner, 1895)
- B. cavernicola Mohrig & Eckert, 1999
- B. cinerascens (Grzegorzek, 1884)
- B. compacta Mohrig & Menzel, 1993
- B. confinis (Winnertz, 1867)
- B. conspersa Mohrig & Dimitrova, 1993
- B. coprophila (Lintner, 1895)
- B. crinita Mohrig & Hövemeyer, 1992
- B. cucumeris (Johannsen, 1912)
- B. cuspidalis Menzel & Mohrig, 1991
- B. dalmatina (Lengersdorf, 1937)
- B. desolata Rudzinski, 1994
- B. dichaeta (Shaw, 1941)
- B. difformis Frey, 1948
- B. diluta (Johannsen, 1912)
- B. distincta (Staeger, 1840)
- B. diversiabdominalis (Lengersdorf, 1941)
- B. diversispina Mohrig & Blasco-Zumeta, 1996
- B. dolens (Johannsen, 1912)
- B. dolosa Laurence, 1994
- B. drakenbergensis Hövemeyer, 1989
- B. elobata Mohrig, 1994
- B. entraqueensis Mohrig & Röschmann, 1993
- B. ericia (Pettey, 1918)
- B. excelsa Menzel & Mohrig, 1998
- B. expolita (Coquillett, 1900)
- B. falcata (Pettey, 1918)
- B. familiaris Rudzinski & Schulz, 1996
- B. farri (Shaw, 1953)
- B. felti (Pettey, 1918)
- B. fenestralis (Zetterstedt, 1838)
- B. flavipila Tuomikoski, 1960
- B. fochi (Pettey, 1918)
- B. fontinalis Heller, 2012
- B. forcipulata (Lundbeck, 1898)
- B. forficulata (Bezzi, 1914)
- B. fugaca Mohrig & Mamaev, 1989
- B. fulvicauda (Felt, 1898)
- B. fumida (Johannsen, 1912)
- B. fungicola (Winnertz, 1867)
- B. giraudii (Egger, 1862)
- B. globulifera (Lengersdorf, 1934)
- B. grandicellaris (Lengersdorf, 1926)
- B. grandis (Pettey, 1918)
- B. groenlandica (Holmgren, 1872)
- B. hamata (Pettey, 1918)
- B. hartii (Johannsen, 1912)
- B. hastata (Johannsen, 1912)
- B. helleri Menzel & Mohrig, 1998
- B. heydemanni (Lengersdorf, 1955)
- B. hilariformis Tuomikoski, 1960
- B. hilaris (Winnertz, 1867)
- B. hildae Heller, 2000
- B. hirsutiseta Mohrig & Krivosheina, 1989
- B. holsatica Heller, 2004
- B. hortensis Heller, 2000
- B. iberiana Rudzinski & Baumjohann, 2009
- B. iberica Rudzinski & Baumjohann, 2009
- B. impatiens (Johannsen, 1912)
- B. individua Mohrig & Krivosheina, 1985
- B. inusitata Tuomikoski, 1960
- B. iridipennis (Zetterstedt, 1838)
- B. ismayi Menzel, 2006
- B. joffrei (Pettey, 1918)
- B. johannseni (Enderlein, 1912)
- B. jucunda (Johannsen, 1912)
- B. kaiseri (Shaw, 1941)
- B. kassebeeri Heller, 1998
- B. kirstenae Heller, 2012
- B. lapponica (Lengersdorf, 1926)
- B. latipennis Menzel, 2002
- B. latiterga Tuomikoski, 1960
- B. laurencei Menzel & Mohrig, 2000
- B. lembkei Mohrig & Menzel, 1990
- B. leptoptera Tuomikoski, 1960
- B. leucopeza Mohrig & Mamaev, 1989
- B. lilienthalae Mohrig & Menzel, 1990
- B. lobata Hondru, 1968
- B. lobosa (Pettey, 1918)
- B. lobulifera Frey, 1948
- B. longicauda Mohrig & Menzel, 1990
- B. longicubitalis (Lengersdorf, 1924)
- B. longispina (Pettey, 1918)
- B. longistylia Mohrig & Krivosheina, 1982
- B. loriculata Mohrig, 1985
- B. loxostyla Rudzinski, 1992
- B. lucichaeta Mohrig & Krivosheina, 1989
- B. lucida Mohrig & Mamaev, 1989

- B. luravi (Johannsen, 1929)
- B. lutaria (Winnertz, 1869)
- B. luteicauda Mohrig & Mamaev, 1989
- B. macfarlanei (Jones, 1920)
- B. macrodon Frey, 1948
- B. macroptera (Pettey, 1918)
- B. maggiaensis Mohrig & Röschmann, 1994
- B. mediterranea Mohrig & Menzel, 1992
- B. meigeni (Rübsaamen, 1894)
- B. mellea (Johannsen, 1912)
- B. mesochra (Shaw, 1941)
- B. moesta Frey, 1948
- B. moestula Tuomikoski, 1960
- B. monospina Rudzinski, 1991
- B. munda (Johannsen, 1912)
- B. neglecta (Johannsen, 1912)
- B. nemoralis (Meigen, 1818)
- B. neocampestris Rudzinski, 1993
- B. neopraecox Rudzinski, 1996
- B. neoreflexa Mohrig & Röschmann, 1996
- B. nervosa (Meigen, 1818)
- B. nicolae Mohrig & Heller, 1992
- B. nigripes (Meigen, 1830)
- B. nitidicollis (Meigen, 1818)
- B. nocturna Tuomikoski, 1960
- B. nomica Mohrig & Röschmann, 1996
- B. normalis Frey, 1948
- B. ocellaris (Comstock, 1882)
- B. optata Rudzinski, 1994
- B. ovata (Pettey, 1918)
- B. pallidiventris (Winnertz, 1867)
- B. pallipes (Fabricius, 1787)
- B. paradichaeta (Shaw, 1941)
- B. paranocturna Rudzinski, 1994
- B. parilis (Johannsen, 1912)
- B. parva (Holmgren, 1869)
- B. pauperata (Winnertz, 1867)
- B. pectinata (Winnertz, 1867)
- B. pectoralis (Staeger, 1840)
- B. penna (Pettey, 1918)
- B. peraffinis Tuomikoski, 1960
- B. perfecta Rudzinski & Baumjohann, 2009
- B. petaini (Pettey, 1918)
- B. picea (Rübsaamen, 1894)
- B. pilata (Pettey, 1918)
- B. pilistriata Frey, 1948
- B. placida (Winnertz, 1867)
- B. polonica (Lengersdorf, 1929)
- B. pollicis (Pettey, 1918)
- B. ponticula Rudzinski, 2006
- B. postrufescens Mohrig & Menzel, 1990
- B. praecox (Meigen, 1818)
- B. praemorio Mohrig & Mamaev, 1985
- B. procera (Winnertz, 1868)
- B. prolifica (Felt, 1898)
- B. promissa Mohrig & Röschmann, 1999
- B. pseudocampestris Mohrig, 1978
- B. pseudohilaris Mohrig & Krivosheina, 1983
- B. pseudopolonica Mohrig & Röschmann, 1994
- B. pugiata Menzel, Heller & Smith, 2002
- B. quadrispinosa (Pettey, 1918)
- B. ravensburgensis Rudzinski & Drissner, 1994
- B. rectinervis Frey, 1948
- B. reflexa Tuomikoski, 1960
- B. regulariformis Rudzinski & Baumjohann, 2009
- B. regularis (Lengersdorf, 1934)
- B. reynoldsi (Metz, 1938)
- B. rubrascuta Mohrig & Mamaev, 1982
- B. rufescens (Zetterstedt, 1852)
- B. ruginosa Mohrig, 1994
- B. salina Rudzinski, 2000
- B. santorina Mohrig & Menzel, 1992
- B. scabricornis Tuomikoski, 1960
- B. sexdentata (Pettey, 1918)
- B. sicelidis Mohrig & Menzel, 1993
- B. siciliensis (Lengersdorf, 1926)
- B. signata (Winnertz, 1867)
- B. silvestrii (Kieffer, 1910)
- B. smithae Menzel & Heller, 2005
- B. spinata (Pettey, 1918)
- B. spinostyla Mohrig & Menzel, 1990
- B. splendida Mohrig & Krivosheina, 1989
- B. strenua (Winnertz, 1867)
- B. strigata (Staeger, 1840)
- B. subaffinis Mohrig & Krivosheina, 1989
- B. subalpina Frey, 1948
- B. subaprica Mohrig & Krivosheina, 1989
- B. subbetuleti Mohrig & Krivosheina, 1989
- B. subfungicola Mohrig & Mamaev, 1989
- B. subgiraudi Mohrig & Menzel, 1990
- B. subgrandis (Shaw, 1941)
- B. subiridipennis Mohrig & Menzel, 1992
- B. submarginata Tuomikoski, 1959
- B. submoesta Mohrig & Krivosheina, 1989
- B. submorio Mohrig & Krivosheina, 1983
- B. subrufescens Mohrig & Krivosheina, 1989
- B. subsantorina Mohrig & Kauschke, 1997
- B. subscabricornis Mohrig & Menzel, 1990
- B. subvernalis Mohrig & Heller, 1992
- B. tenuicauda Mohrig & Menzel, 1990
- B. tilicola (Loew, 1850)
- B. trifurca (Pettey, 1918)
- B. trispinifera Mohrig & Krivosheina, 1979
- B. tritici (Coquillett, 1895)
- B. trivialis (Johannsen, 1912)
- B. trivittata (Staeger, 1840)
- B. unguicauda (Malloch, 1923)
- B. urticae Mohrig & Menzel, 1992
- B. vagans (Winnertz, 1868)
- B. varians (Johannsen, 1912)
- B. varianta Rudzinski & Baumjohann, 2009
- B. variopalpa Mohrig & Blasco-Zumeta, 1996
- B. vernalis (Zetterstedt, 1851)
- B. xenoreflexa Mohrig & Menzel, 1993
- B. zetterstedti Mohrig & Menzel, 1993
- B. zonata Rudzinski, 1993